# Euselasia pusilla
Euselasia pusilla är en fjärilsart som beskrevs av Felder 1869. Euselasia pusilla ingår i släktet Euselasia och familjen Riodinidae. Inga underarter finns listade i Catalogue of Life.